# Leccinum cyaneobasileucum
Bolet rude à base bleue
Espèce
Statut de conservation UICN

 LC  : Préoccupation mineure
Leccinum cyaneobasileucum, le Bolet rude à base bleue, est une espèce de champignons (Fungi) basidiomycètes du genre Leccinum dans la famille des Boletaceae. Il est caractérisé sa base souvent tachée de bleu et ses squamules lacuneuses.

## Taxonomie
Le nom correct complet (avec auteur) de ce taxon est Leccinum cyaneobasileucum Lannoy & Estadès.

### Synonymes
Leccinum cyaneobasileucum a pour synonymes :
- Leccinum brunneogriseolum f. chlorinum Lannoy & Estadès
- Leccinum brunneogriseolum var. pubescens Lannoy & Estadès
- Leccinum brunneogriseolum var. pubescentium Lannoy & Estadès
- Leccinum brunneogriseolum Lannoy & Estadès
- Leccinum cyaneobasileucum f. brunneogriseolum (Lannoy & Estadès) A.E.Hills
- Leccinum cyaneobasileucum f. chlorinum (Lannoy & Estadès) Klofac
- Leccinum cyaneobasileucum f. pubescentium (Lannoy & Estadès) Klofac
- Leccinum cyaneobasileucum var. brunneogriseolum (Lannoy & Estadès) Lannoy & Estadès
- Leccinum cyaneobasileucum var. pubescentium (Lannoy & Estadès) Blanco-Dios

## Description du sporophore

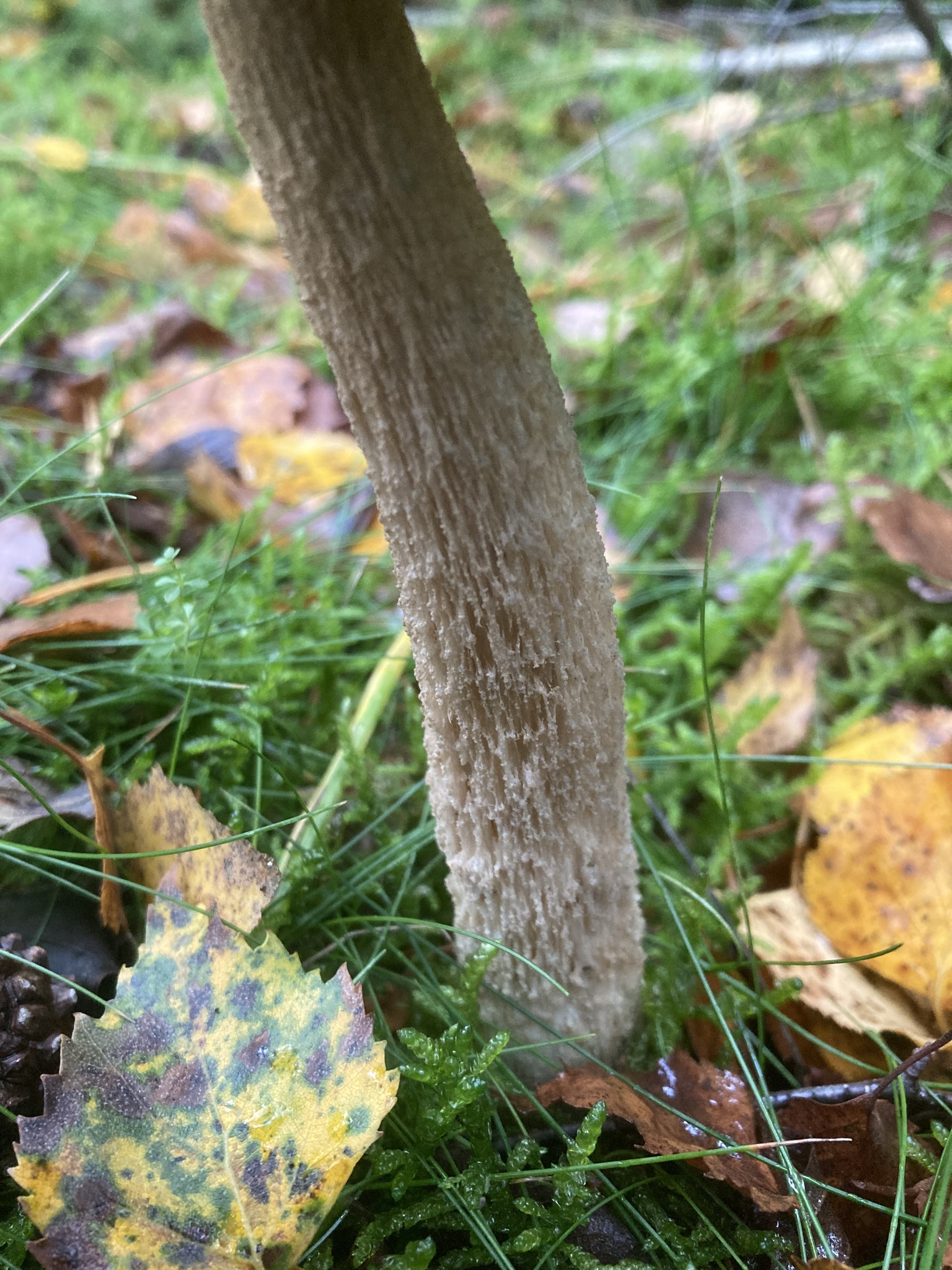
Stipe lacuneux de L. cyaneobasileucum.

Les bolets sont des champignons dont l'hyménophore à tubes, terminés par des pores, se sépare facilement de la chair du chapeau, avec un pied central assez épais et une chair compacte. Ils ont un chapeau rond, recouvert d'une cuticule, devenant convexe à mesure qu’ils vieillissent. Les caractéristiques morphologiques de L. cyaneobasilecum sont les suivantes :
Son chapeau est de couleur blanchâtre à crème,.
L'hyménophore présente des pores blanchâtres puis brun grisâtres.
Son stipe est blanchâtre, orné de méchules blanches ou crème fonçant avec l'âge pour devenir brunâtres. La base est souvent tâchée de vert-bleu à bleu plus ou moins étendu, visible parfois seulement après la coupe,.
La chair est de couleur blanchâtre, peu rosi-roussissante puis olivacé grisâtre à la coupe dans le stipe, mais pas dans le chapeau, tachée de bleuâtre au niveau de sa base. Sa saveur est douce et son odeur n'est pas distinctive,.

### Caractéristiques microscopiques
Ses spores mesurent 15-20 x 4-6,5 µm.

## Galerie

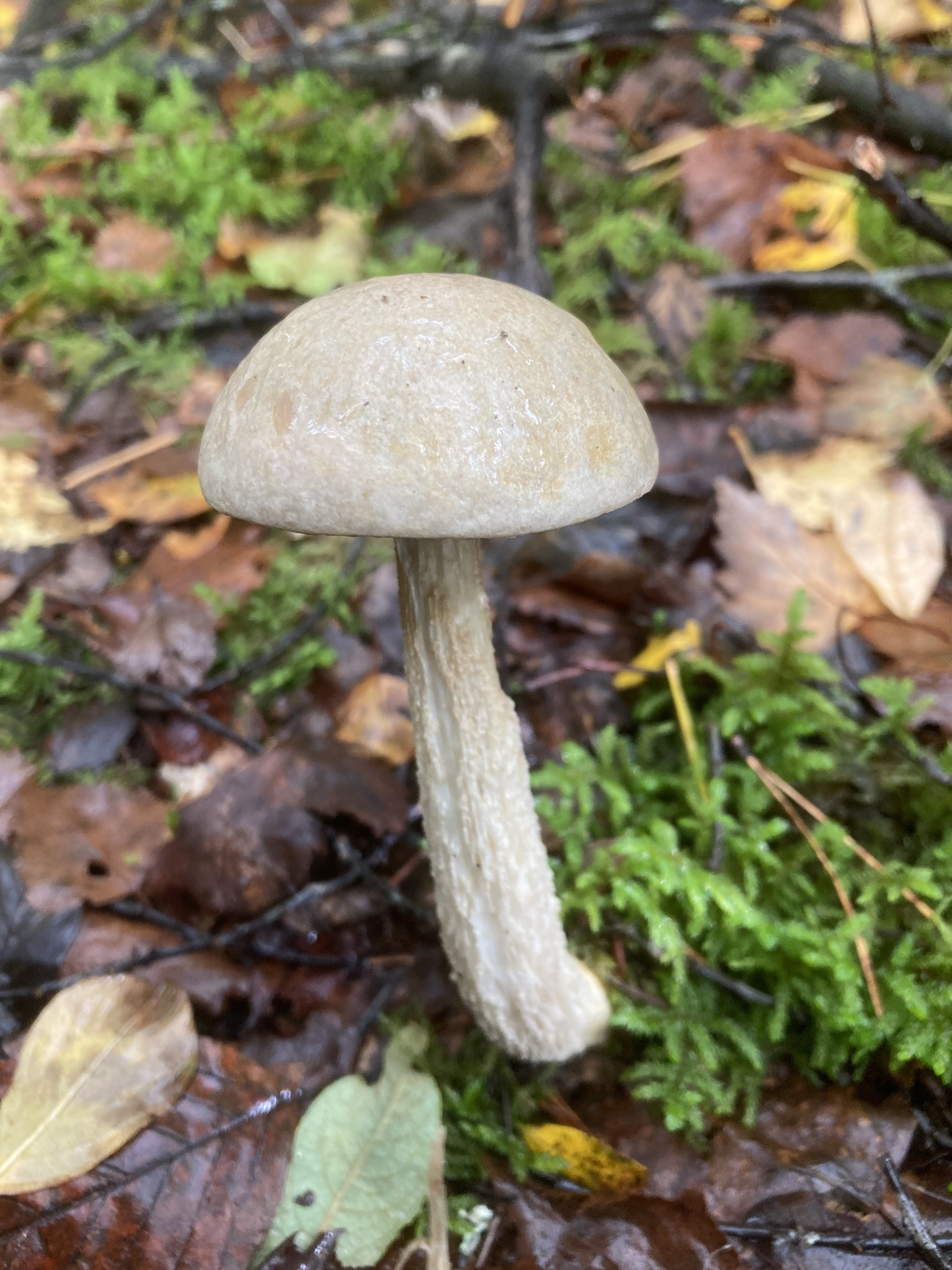
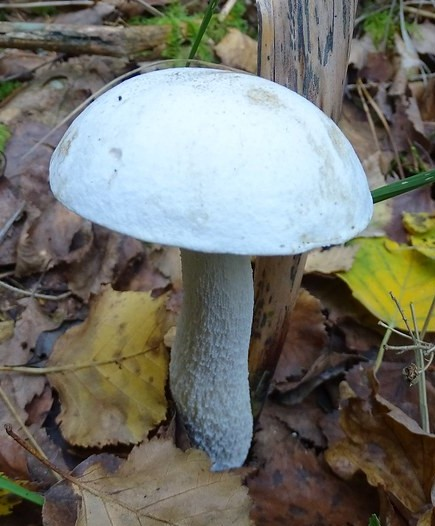
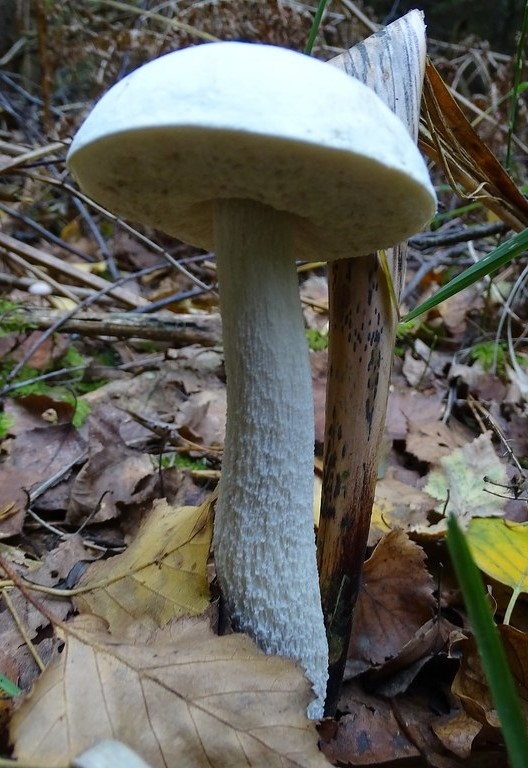
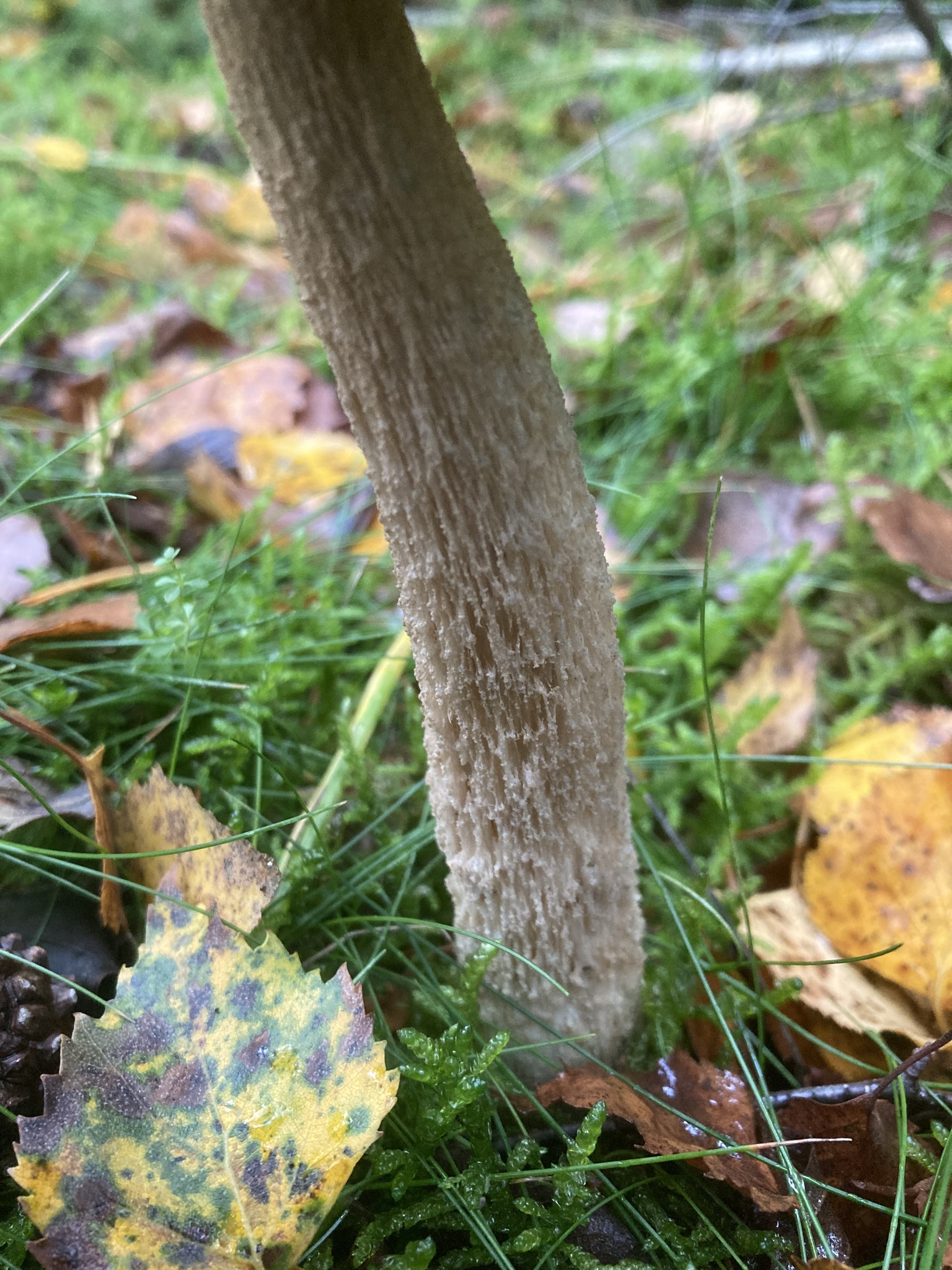
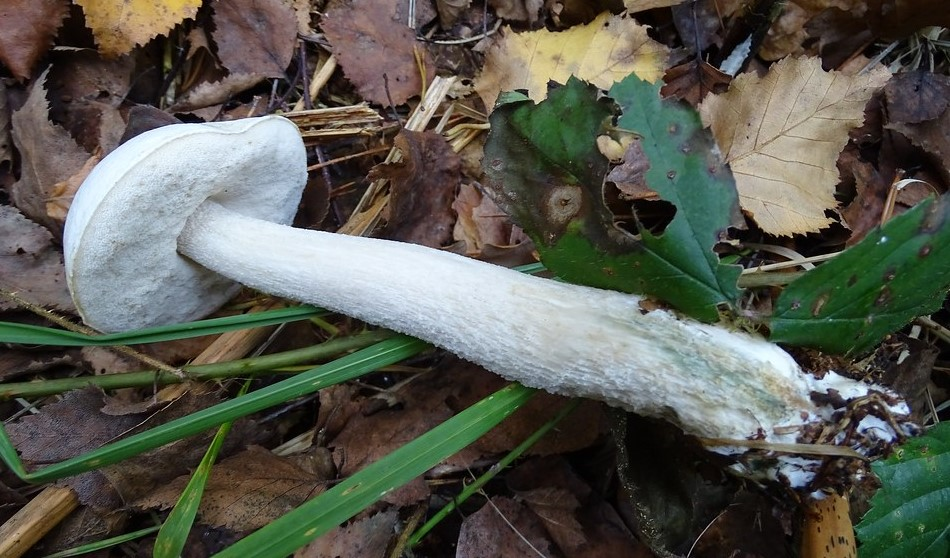
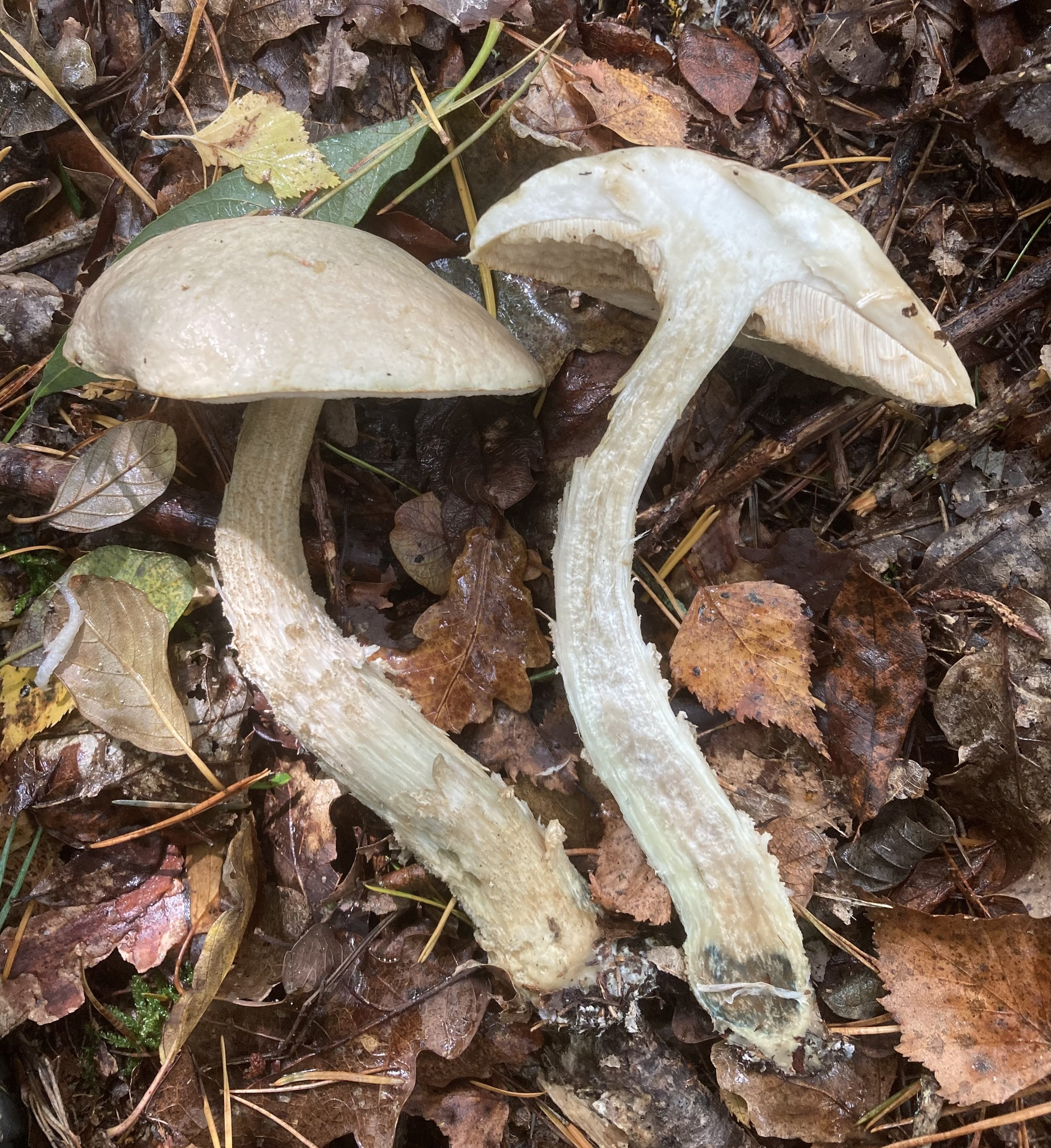
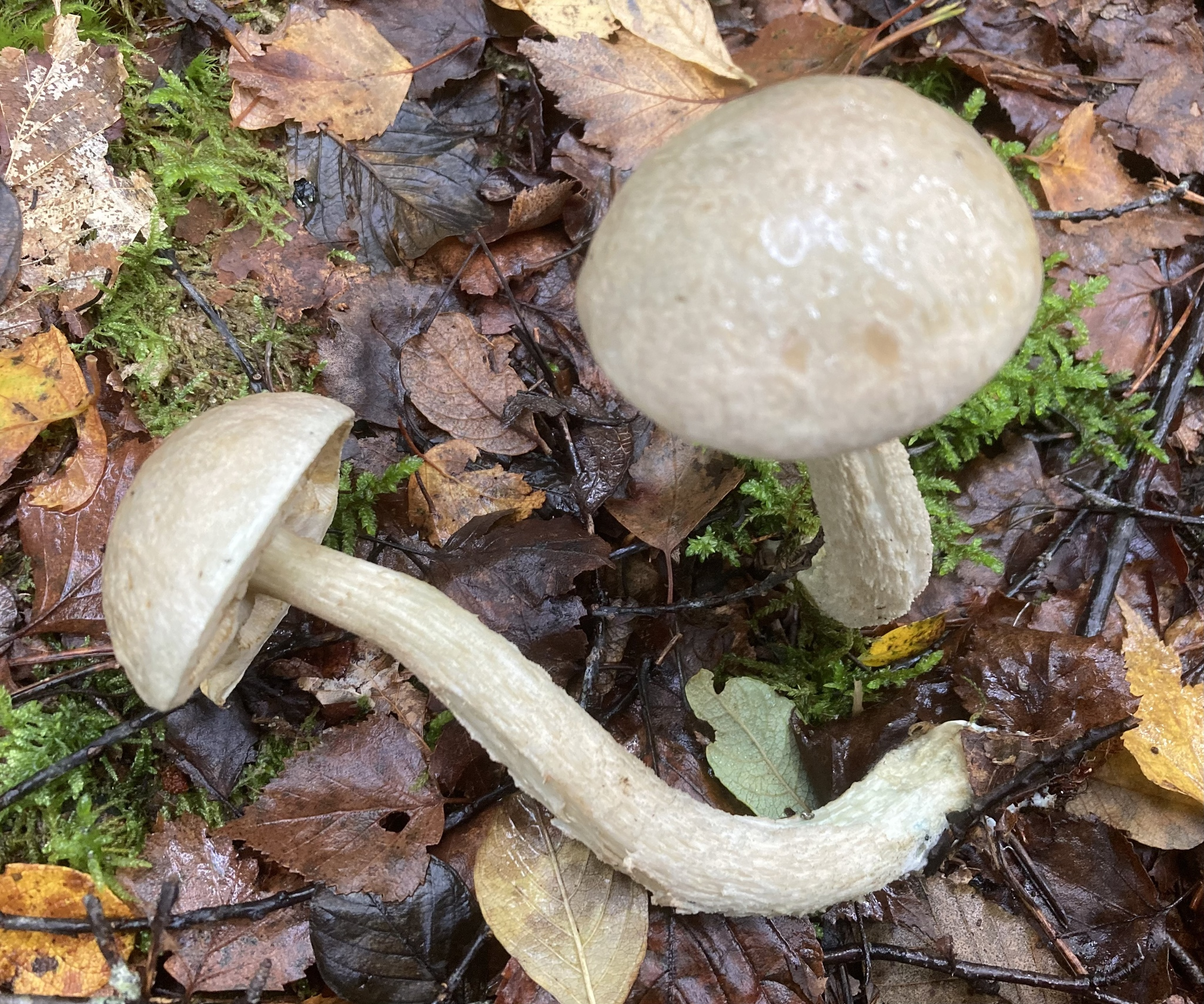
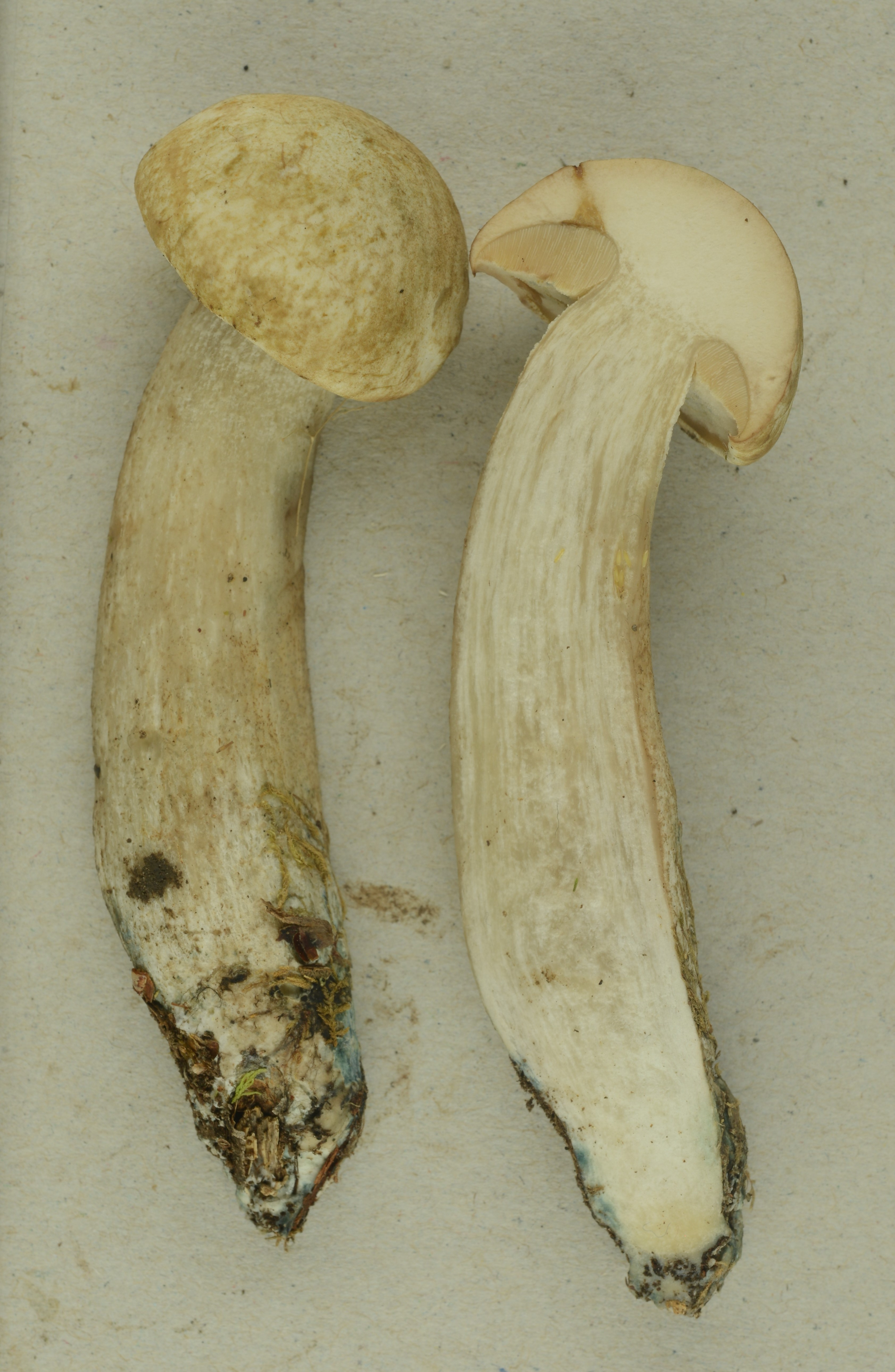
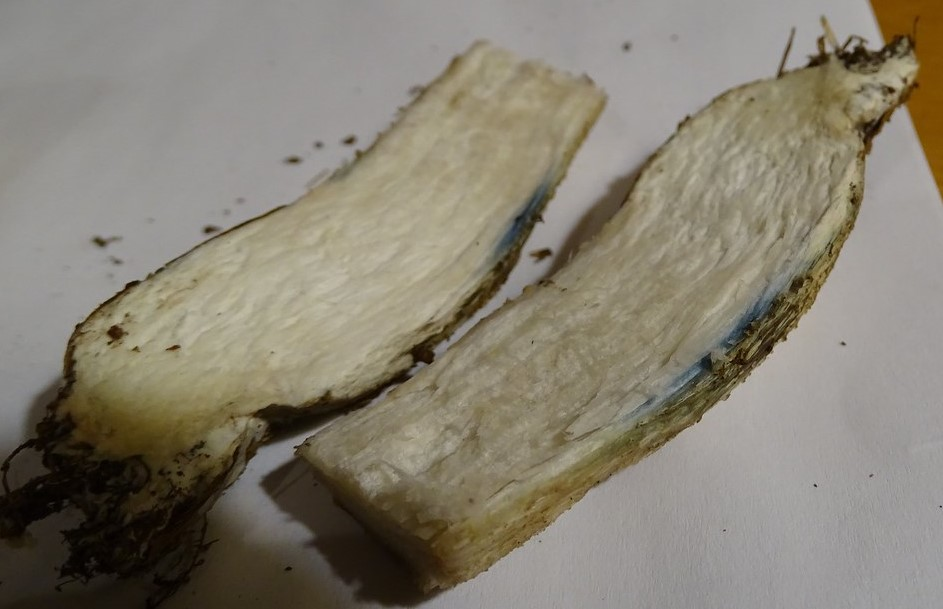
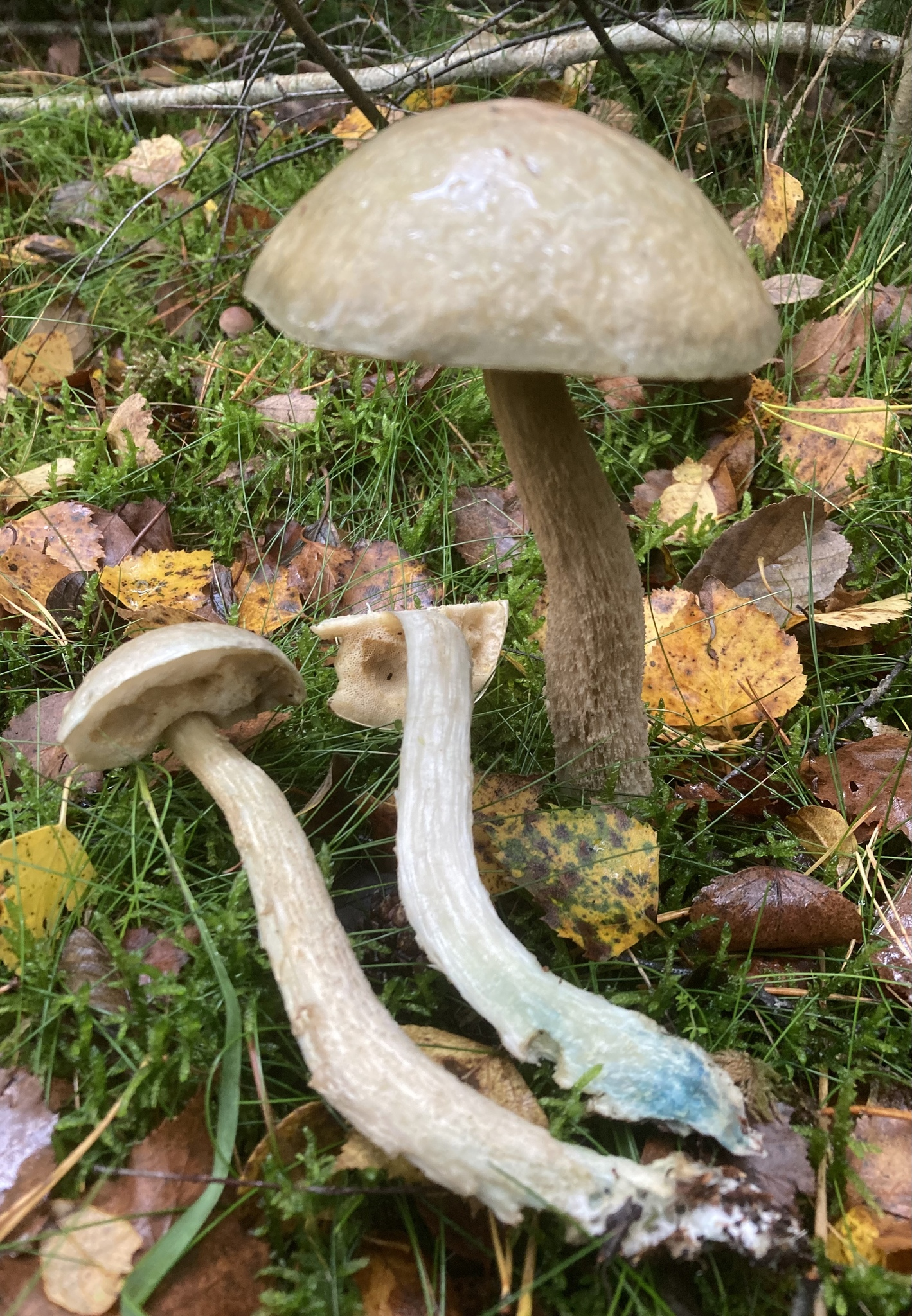
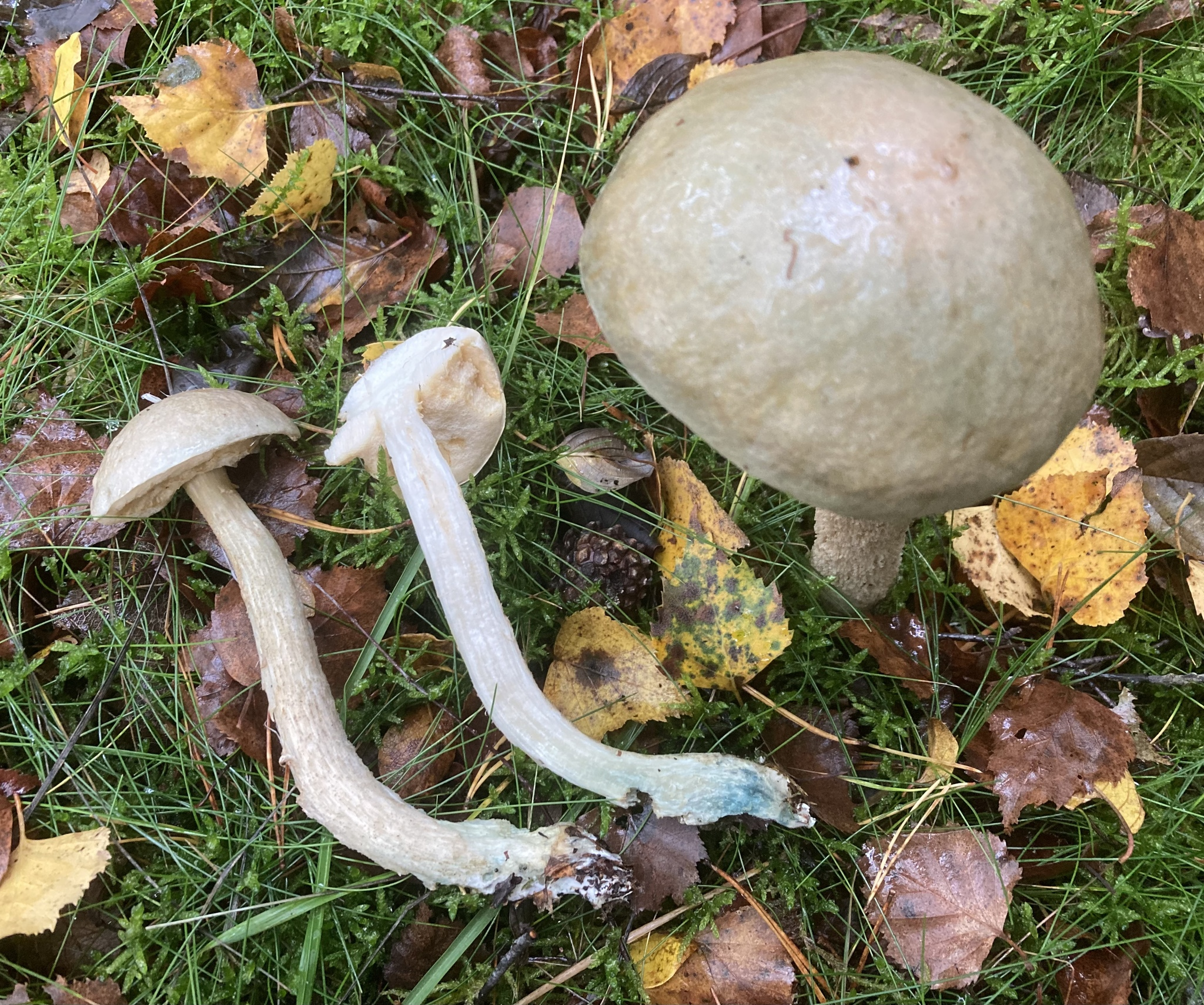
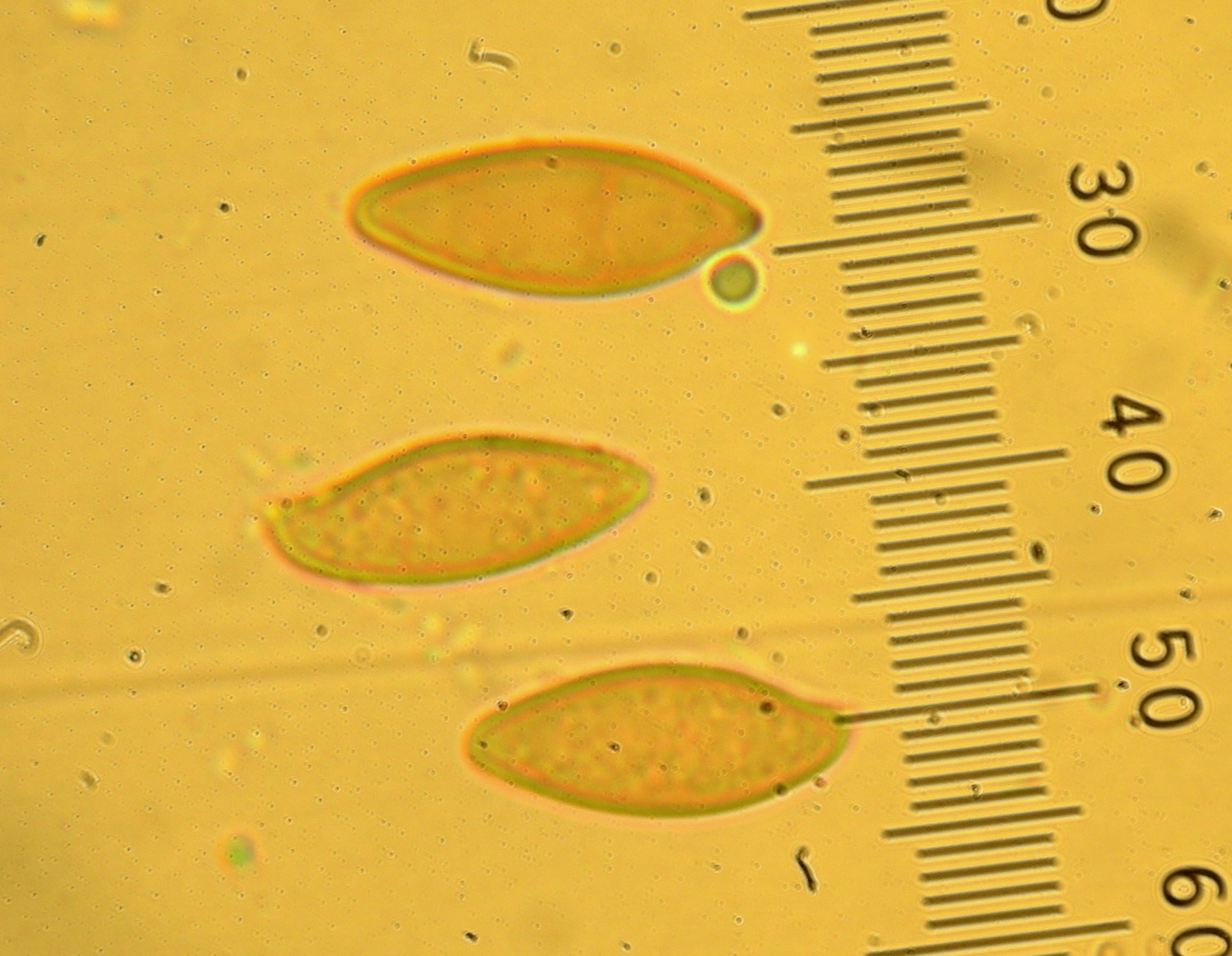

## Variétés et formes

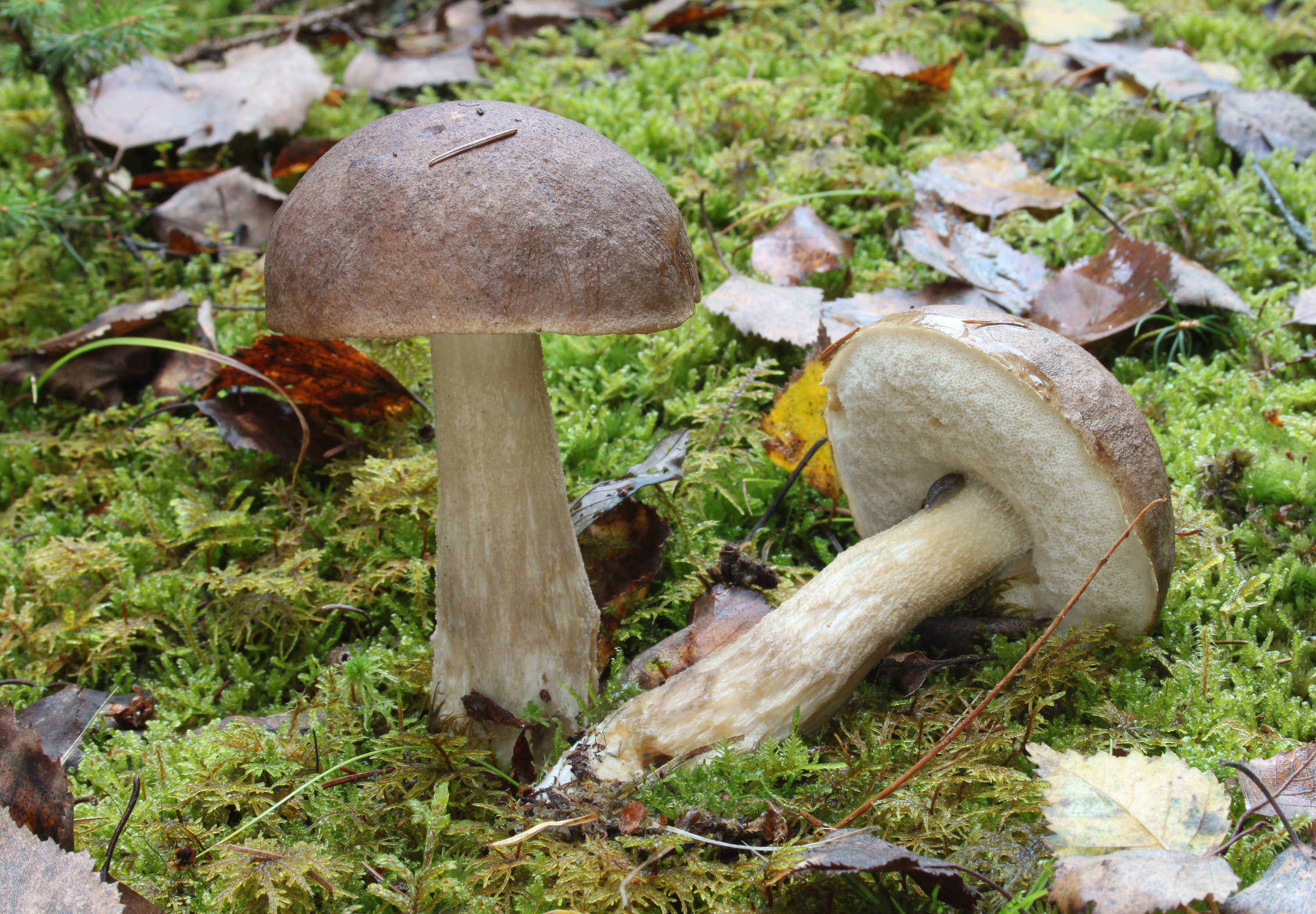
Forme brunneogriseolum au chapeau brun.

- Forme brunneogriseolum au chapeau brun.Leccinum cyaneobasileucum var. brunneogriseolum appelée "Bolet brun grisâtre" et considéré auparavant en tant qu'espèce indépendante possède un chapeau gras soyeux, de couleur brun châtain à brun grisâtre, parfois avec teintes olivâtres en période humide. Sous bouleaux, plus commun que la forme type[4].
- Leccinum cyaneobasileucum f. pubescentium pousse sous Betula pubescens dans les marais et tourbières[2].
- Leccinum cyaneobasileucum f. chlorinum a un chapeau gris verdâtre[2].

## Habitat et distribution
Il s'agit un champignon ectomycorhizien, peu fréquent, poussant sous Betula spp. (bouleaux) en automne.

## Statut de conservation

### Régional
- Auvergne-Rhône-Alpes : classement de cette espèce en catégorie NT (Quasi menacée) au niveau régional[5].

- Alsace : classement de cette espèce en catégorie NT (Quasi menacée) au niveau régional[6].
- Franche-Comté : classement de cette espèce en catégorie EN (En danger) au niveau régional[7].

## Comestibilité
Le Bolet rude à base bleue est comestible. Comme toutes les espèces de Leccinum au sens large, son pied fibreux et indigeste est souvent rejeté. Il est fréquemment recommandé de le cueillir jeune et de ne garder que le chapeau. Les Bolets rudes sont à l'origine de troubles gastro-intestinaux s'ils sont consommés crus ou mal cuits. En France, de par sa rareté, le Bolet rude à base bleue ne fait l'objet d'aucune consommation traditionnelle ou occasionnelle notable. Il peut être considéré comme sans intérêt alimentaire .

## Confusions possibles
- Le Bolet blanc des marais (Leccinum holopus), qui a un stipe couvert de méchules plus ou moins laineuses, mais espèce difficile à distinguer sans un recours à la microscopie (spores plus larges). Sans intérêt alimentaire.
- Le Bolet rude (Leccinum scabrum), peut être confondu avec la forme brunneogriseolum, sauf que S. scabrum a une chair immuable, sans teintes bleues ou rosées à la coupe ainsi que des squamules colorées non lacuneuses. Comestible.